# Собув
Собув (пол. Sobów) — село в Польщі, у гміні Ожарув Опатовського повіту Свентокшиського воєводства.
Населення — 469 осіб (2011).
У 1975—1998 роках село належало до Тарнобжезького воєводства.

## Демографія
Демографічна структура на день 31 березня 2011 року:
|          | Загалом | Допрацездатний вік | Працездатний вік | Постпрацездатний вік |
| -------- | ------- | ------------------ | ---------------- | -------------------- |
| Чоловіки | 248     | 39                 | 187              | 22                   |
| Жінки    | 221     | 35                 | 133              | 53                   |
| Разом    | 469     | 74                 | 320              | 75                   |